# 날란다의 다르마팔라
다르마팔라(산스크리트어: धर्मपाल:, 530~561) 또는 호법(護法), 달마바라(達磨波羅)는 인도 대승불교 유가행파(瑜伽行派)의 승려이다.
호법은 미륵(彌勒, Maitreya: ?~?) → 무착(無着, Asaṅga: 300?~390?) → 세친(世親, Vasubandhu: 320?~400?) → 진나(陳那, Dignāga: 480~540) → 무성(無性, Asvabhāva: ?~?)으로 이어진, 마음(8식, 즉 심왕, 즉 심법)에 비친 객관의 모습은 실재라는 관점, 주관에 형성된 대상의 모습은 고유한 본질적 성질을 지니고 있다는 관점, 즉 마음에 내재(內在)하는 사물의 모습은 허구가 아니라는 관점의 경공심유(境空心有: 현상은 없으나 마음(제8식)은 있다, 청정해진 마음(제8식)이 곧 진여다)의 방편유식설(方便唯識說)을 주장한 유상유식파(有相唯識派)의 계보를 이은 유식 논사로, 인도의 유식 10대 논사의 한 사람으로 유명하였다. 또한, 그는 유가행파와 함께 인도 대승불교의 2대 조류를 형성하고 있던 중관파에 속한 청변(清辯, Bhavyaviveka: 490?~570?)과 동시대인이었는데 이들이 서로 논쟁한 것은 공유논쟁(空有論爭)이라고 하여 불교사에서 유명한 일이었다.
호법은 세친의 《유식삼십송》에 대한 해석서를 저술하였는데, 이것은 세친의 사상 해석에 있어 새로운 면을 개척한 것이었다. 호법의 저서로는 《성유식론(成唯識論)》에 포함된 그의 주석 외에, 《대승백론석론(大乘百論釋論)》·《성유식보생론(成唯識寶生論)》·《관소연론석(觀所緣論釋)》등이 있다.
호법은 학설은 중국 · 한국 · 일본 불교의 유식학에 큰 영향을 미쳤다. 현장(玄裝: 600~664)은 호법의 제자 계현(戒賢: ?~?)으로부터 호법 계통의 유상유식파의 학설인 경공심유의 방편유식설을 전해받고 많은 경론을 번역함과 동시에 유식의 교리를 선양했다. 세친의 《유식삼십송》에 대한 유식 10대 논사의 학설을 호법의 학설을 중심으로 하여 현장이 번역 · 편집한 《성유식론》은 중국과 일본의 법상종의 소의 논서가 되었다. 즉, 경공심유의 방편유식설을 주장한 유상유식파의 계보가 현장을 통해 중국 · 한국 · 일본 불교의 법상종으로 이어졌다.
한편, 미륵 → 무착 → 세친 → 덕혜(德慧, Gunamati: 5세기 후반~6세기 전반) → 안혜(安慧, Sthiramati: 475~555 또는 510~570)로 이어진, 마음(8식, 즉 심왕, 즉 심법)에 비친 객관의 모습은 허구라는 관점, 주관에 형성된 대상의 모습에는 고유한 본질적 성질이 없다는 관점, 즉 마음에 내재(內在)하는 사물의 모습은 허구라는 관점의 경식구공(境識俱空: 현상도 없고 마음(제8식)도 없다, 현상과 마음(제8식)이 모두 사라진 곳에 진여(제9식)가 있다)의 진실유식설(眞實唯識說)은 인도 불교에서는 무상유식파(無相唯識派)라고 불렸는데, 이 유파의 학설은 진제(眞諦: 499~569)에 의해 중국에 전파되어 섭론종으로 발전하였다. 진제가 번역한 《섭대승론》(563)을 소의 논서로 하여 성립된 섭론종의 유식설을 구역(舊譯) 또는 구유식(舊唯識)이라 하고 현장(玄奘: 602~664)이 번역 · 편집한 《성유식론》(659)을 소의 논서로 하여 성립된 법상종의 유식설을 신역(新譯) 또는 신유식(新唯識)이라 한다.

## 참고 문헌
- 이 문서에는 다음커뮤니케이션(현 카카오)에서 GFDL 또는 CC-SA 라이선스로 배포한 글로벌 세계대백과사전의 내용을 기초로 작성된 글이 포함되어 있습니다.
- 곽철환 (2003). 《시공 불교사전》. 시공사 / 네이버 지식백과. |title=에 외부 링크가 있음 (도움말)
- 운허.  동국역경원 편집, 편집. 《불교 사전》. |title=에 외부 링크가 있음 (도움말)
- 한국사전연구사 (1998). 《종교학대사전》. 네이버 지식백과. ISBN 2007480000481 |isbn= 값 확인 필요: invalid prefix (도움말).
- (중국어) 星雲. 《佛光大辭典(불광대사전)》 3판. |title=에 외부 링크가 있음 (도움말)